# Karin Binder
Karin Binder (Stuttgart, 1957. augusztus 28. –) német politikus. 1975 és 1998 közt az SPD, 2005 és 2007 közt a Munka és Szociális Igazság Pártja, 2007 óta a Baloldali Párt tagja.